# ناثان بور
ناثان بور (بالإنجليزية: Nathan Bor)‏ كان ملاكم محترف أمريكي. سبق أن شارك في دورة الألعاب الأولمبية الصيفية سنة 1932 وحقق الميدالية البرونزية فيها.

## الميداليات
| الميدالية | المسابقة                       |
| --------- | ------------------------------ |
| برونزية   | الألعاب الأولمبية الصيفية 1932 |

## روابط خارجية
- ناثان بور على موقع بوكس ريك (الإنجليزية) (registration required)
- ناثان بور على موقع أوليمبيديا (الإنجليزية)